# Consulat général de France à Canton
Le consulat général de France à Canton est une représentation consulaire de la République française en République populaire de Chine. Il est situé à Canton, dans le Guangdong.
Le premier consul de France à Canton a été nommé en 1777. Le poste a été fermé de 1950 à 1991.

## Liste des consuls généraux de France à Canton
jusqu'en 1950
depuis 1991
- 1991-1993 - Paul Jean-Ortiz
- 1997-2000 - Claude Ambrosini (d)
- 2000-2003 - Bertrand Lavezzari (d)
- 2003-2007 - Daniel Blaize (d)
- 2007-2011 - Jean-Raphaël Peytregnet (d)
- 2014-2017 - Bertrand Furno (d)
- 2011-2014 - Bruno Bisson (d)
- 2017-2021 - Siv-Leng Chhuor (d)
- 2021- : Sylvain Fourrière (d)